# Flirey
Flirey – miejscowość i gmina we Francji, w regionie Grand Est, w departamencie Meurthe i Mozela.
Według danych na rok 1990 gminę zamieszkiwały 144 osoby, a gęstość zaludnienia wynosiła 9 osób/km² (wśród 2335 gmin Lotaryngii Flirey plasuje się na 901. miejscu pod względem liczby ludności, natomiast pod względem powierzchni na miejscu 302.).

## Galeria

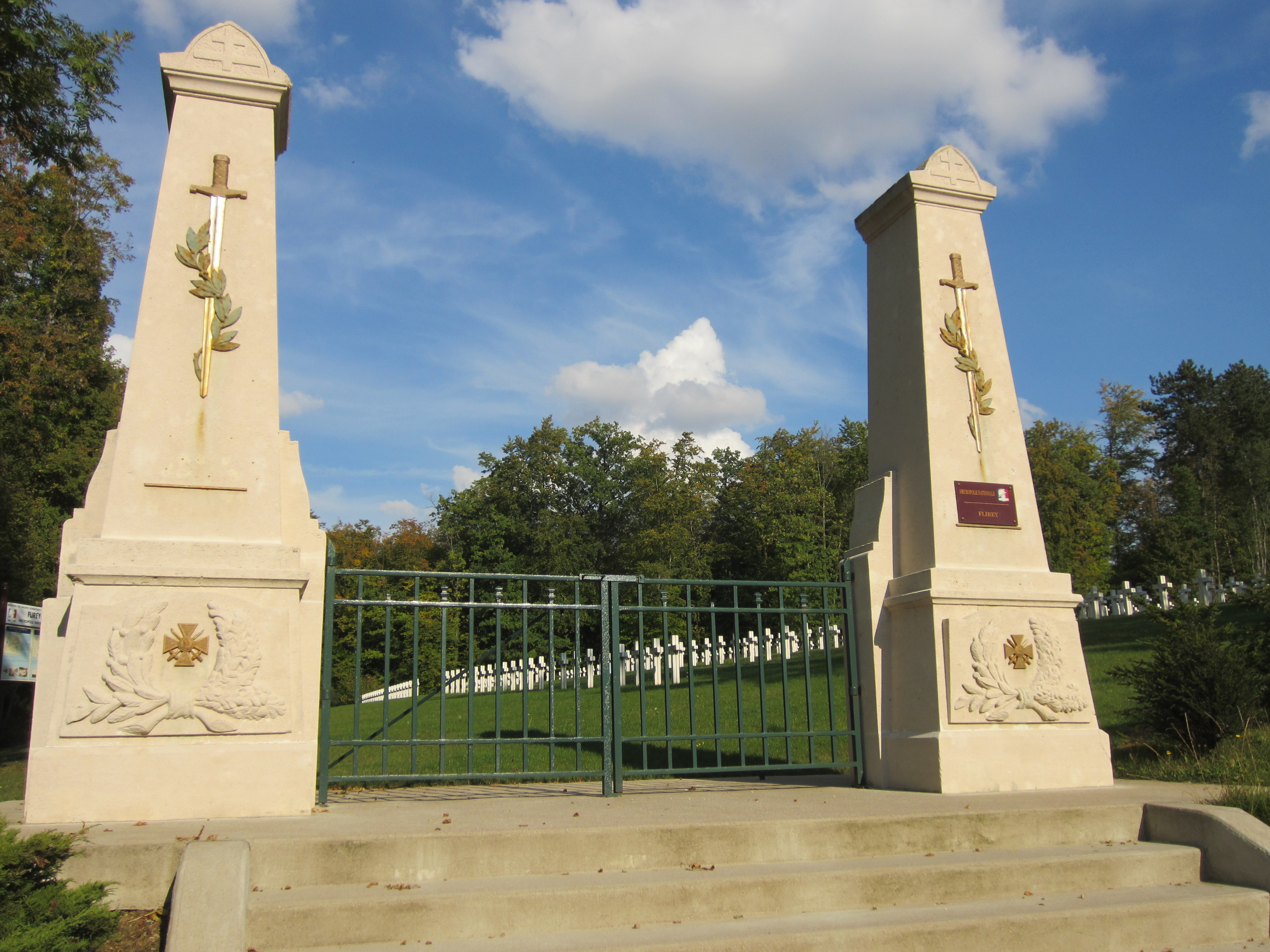
Cmentarz poległych w I wojnie światowej (2011)
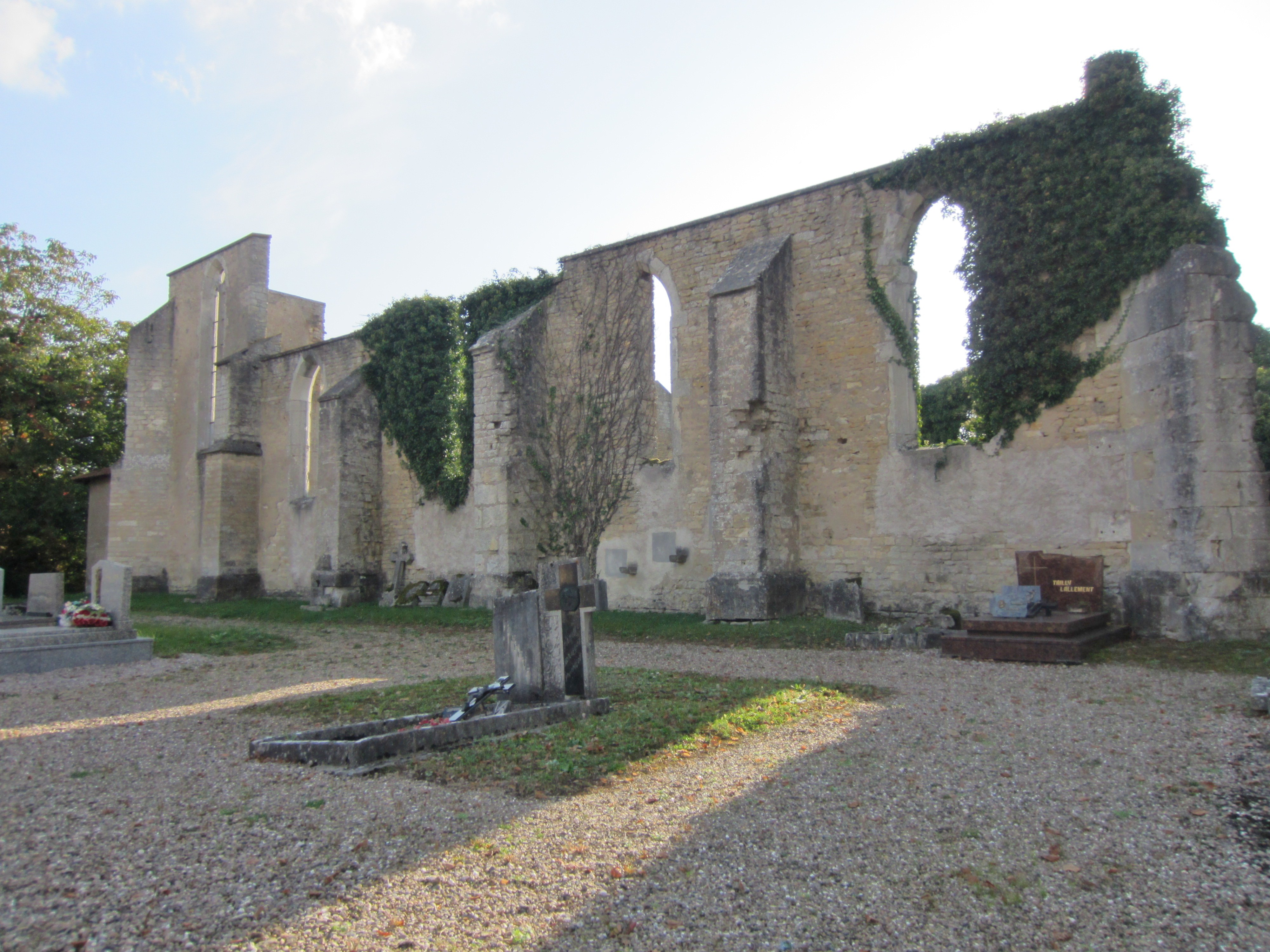
Ruiny starego Kościoła św. Szczepana (2011)
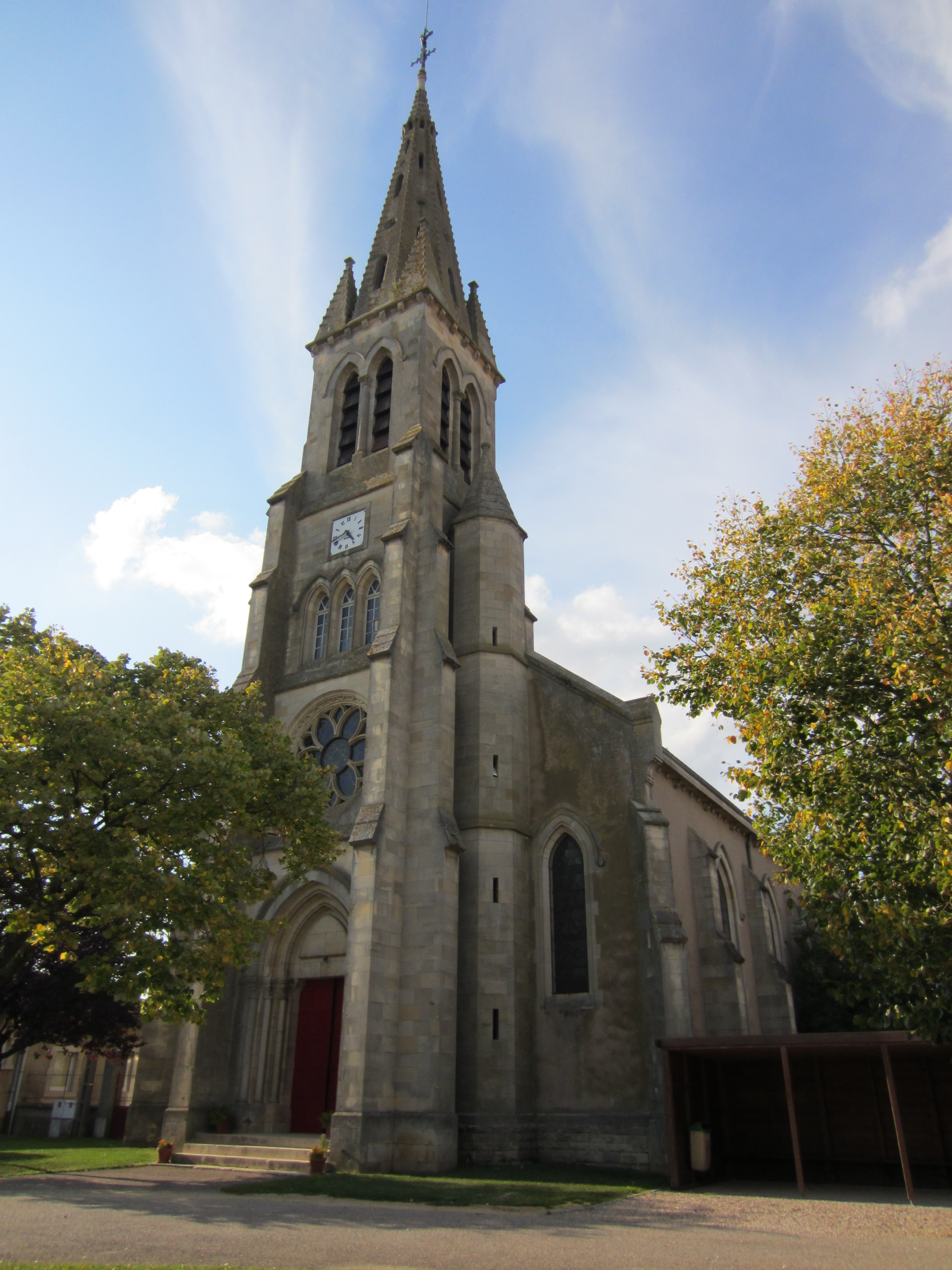
Nowy kościół św. Szczepana (2011)

## Populacja

Populacja Flirey w latach 1962–2008